# 董贞
董贞（1986年8月27日—），福建三明市人，毕业于中国传媒大学，女歌手，早期从事幕后工作，曾經做过音效设计师、歌手以及音乐制作人，2007年凭专辑《贞爱一回》演唱歌曲仙侠风進入演藝圈，之後连续推出《情醉》、《相思引》、《仙恋》、《金缕衣》等歌曲。

## 早期经历
董贞从小就渴望成为一名流行歌手，但父母并不同意她就读艺术学校，后董贞考取中国传媒大学录音艺术专业，毕业后留在北京音乐圈发展。曾参加2009年的快乐女声，进入全国300强。

## 风格
董贞多次为各类网络和单机游戏演唱主题曲，其主题曲依附仙侠类影视、小说，夹杂了仙幻元素，表达江湖侠义，儿女情长的主旨。歌的曲调大多居于中国风和古风音乐之间，使用气声的次数较多，给人一种虚空飘渺的感觉。歌词较之中国风则更古典，但比之古风音乐则贴近于大众，多数表现了武侠文化。被誉为“烟雨江南释返璞，仙音若绪尽归贞”。

## 作品

### 专辑、EP
| 发行日期      | 专辑名称     | 备注                                     | 曲目 |
| ------------- | ------------ | ---------------------------------------- | --- |
| 2007年8月13日 | 《贞爱一回》 | 金凯盛唱片发行，发烧碟                   | 1. 轻轻的告诉你 2. 醉美天下 3. 你潇洒我漂亮 4. 让泪化作相思雨 5. 梦里水乡 6. 有一种爱叫做放手 7. 缘 8. 心在跳情在烧 9. 同桌的你 10. 该死的温柔 11. 粉红色的回忆 12. 爱如空气              |
| 2008年7月29日 | 《蛻變》     | 宣传非卖品                               | 1. 诛仙·情醉 2. 绿蔷薇 3. 美人浴 4. 你不在秋天 |
| 2009年1月10日 | 《雕花笼》   | 北京娱乐通发行，个人EP，随游戏赠送       | 1. 雕花笼 2. 雕花笼合声伴奏版 3. 雕花笼伴奏版 |
| 2009年8月27日 | 《返璞归贞》 | 广东树良品文化传播有限公司发行，个人专辑 | 1. 返璞归贞 2. 相思引 3. 金缕衣 4. 雕花笼 5. 仙恋 6. 追梦人 7. 情醉 8. 刀剑如梦 9. 回到起点 10. 美人浴 11. 新鸳鸯蝴蝶梦 12. 逍遥游 13. 你不在秋天 14. 金缕衣（伴奏） 15. 半月琴（笛子版） |
| 2010年8月27日 | 《贞江湖》   | 广东树良品文化传播有限公司发行，个人专辑 | 1. 剑如虹 2. 湖畔 3. 墨魂 4. 沧海一声笑 5. 月光 6. 蜀绣 7. 梅花三弄 8. 千年泪 9. 逍遥叹 10. 鸳鸯锦 11. 心如蝶舞 12. 世上岂有神仙哉                                                        |
| 2011年11月1日 | 《九音贞经》 | 广东树良品文化传播有限公司发行，个人专辑 | 1. 问剑 2. 剑起苍澜 3. 幽孤 4. 御剑江湖 5. 情花 6. 梦幻修仙 7. 醉梦仙霖 8. 天净沙.秋思 9. 重阳                                                                                            |
| 2014年8月27日 | 《白素贞》   | 广东树良品文化传播有限公司发行，个人专辑 | 1. 花想容 2. 白素贞 3. 蘭夜 4. 无端相忆(董贞&刘昊霖) 5. 了结 6. 最是李商隐 7. 九鼎天下 8. 上元 9. 倚天剑雨 10. 孤城                                                                       |

### 原唱单曲
- 亲口说爱你
- 呼吸
- 半月琴DEMO——回到起点前版（歌词招募活动用）
- 我们在一起——董贞百度贴吧吧歌
- 世上岂有神仙哉——祭夙玉
- 情殇·琴殇——仙剑奇侠传四主线广播剧主题曲
- 情梦孤祭·峨眉金顶——蜀山online
- 牵绊·缚思——紫纱CP主题曲
- 返璞归贞之烟雨江南——填词演唱版
- 缘碎·陆雪琪版情醉——诛仙online
- 天净沙 秋思
- 墨魂
- 湖畔DEMO歌词招募活动用
- 曾经的约定DEMO·西游天下
- 枕上書——唐七公子小说《三生三世枕上书》主题曲
- 蘭夜
- 夢太晚——動畫《秦時明月之空山鳥語》片尾曲

### 哼唱单曲
- 誓言·啦啦版
- 画心·啦啦版
- 人鱼传说
- 爱殇
- 帝国柔情
- 古剑奇谭·幽夜苍茫

### 合唱歌曲
- 游戏世界的守候——送给四川汶川灾区(与 小旭游戏音乐团队)
- 飞羽·梦幻诛仙——主题曲(与 崔岩)
- 剑侠世界(风碑)——剑侠世界·主题歌曲（与 小柯)
- 当我开始偷偷爱你(与 雷诺儿)

### 游戏主题曲
| 序号 | 歌曲名       | 备注                                       |
| 01   | 《誓言》     | 新绝代双骄前传插曲                         |
| 02   | 《逍遥游》   | 新绝代双骄前传主题曲                       |
| 03   | 《出发》     | 幻想三国志3主题曲                          |
| 04   | 《情醉》     | 新诛仙主题曲                               |
| 05   | 《自由的风》 | 口袋西游片尾曲                             |
| 06   | 《雕花笼》   | 绝代双骄之鱼戏江湖主题曲                   |
| 07   | 《回到起点》 | PFC仙剑四游戏剧片尾曲                      |
| 08   | 《相思引》   | 诛仙·王者归来主题曲                        |
| 09   | 《自由之战》 | 英雄岛主题曲                               |
| 10   | 《仙恋》     | 蜀山新传主题曲                             |
| 11   | 《三世缘》   | 红楼梦：林黛玉与北静王主题歌曲             |
| 12   | 《醉梦仙霖》 | PFC仙剑超豪华同人画集醉梦仙霖              |
| 13   | 《剑如虹》   | 剑圣OL主题曲                               |
| 14   | 《俠客行》   | 《九陰真經之俠客無雙》主題曲（男聲：許諾） |

### 电视剧曲目
| 歌曲名             | 备注                     |
| 《成佛》《山之高》 | 《武神赵子龙》插曲       |
| 《彼岸》           | 《兰陵王妃》片头曲       |
| 《繁花》           | 《三生三世十里桃花》插曲 |
| 《凡心》           | 《天乩之白蛇传说》插曲   |

### 其它
- 《心经念诵》